# FC Ismaning
FC Ismaning is een Duitse voetbalvereniging uit de Beierse plaats Ismaning, dat niet ver van München gelegen is.

## Geschiedenis
De vereniging werd in 1921 opgericht en speelt sinds 1924 op de huidige locatie. Tot het midden van de jaren 90 speelde de club in de lagere voetbalklassen. In 1996 promoveerde FC Ismaning naar de Landesliga. Het jaar 2000 was zeer succesvol. De club promoveerde naar de Bayernliga en men won het bekertoernooi van Beieren. Daarnaast speelde men in de eerste hoofdronde van het DFB Beker toernooi tegen het grote Borussia Dortmund. Die wedstrijd ging wel met 0-4 verloren voor een recordaantal toeschouwers van 7.500. Na de tweede plaats in het jaar 2010 in de Bayernliga werd de club in het seizoen 2010/2011 kampioen van de Bayernliga. Een jaar later promoveerde de club naar de Regionalliga Bayern, maar degradeerde daar na één seizoen. In 2014 degradeerde de club verder naar de Landesliga en promoveerde terug in 2016.

## Overzicht successen
Eerste Elftal
- 1957: Promotie naar de A-Klasse
- 1982: Promotie naar de Bezirksliga
- 1994: Promotie naar de Bezirksoberliga
- 1996: Promotie naar de Landesliga Süd
- 2000: Promotie naar de Bayernliga
- 2000: Winnaar Beker van Beieren (4:2 overwinning op TSV 1896 Rain)
- 2003: 3e plaats Bayernliga
- 2004: 3e plaats Bayernliga
- 2005: 3e plaats Bayernliga
- 2006: 6e plaats Bayernliga
- 2007: 14e plaats Bayernliga
- 2008: 10e plaats Bayernliga
- 2009: 11e plaats Bayernliga
- 2010: 2e plaats Bayernliga
- 2011: Kampioen Bayernliga (men zag af van promotie in verband met hoge licentie-eisen)
- 2012: Promotie naar de Regionalliga Bayern
- 2013: Degradatie naar de Bayernliga
- 2014: Degradatie naar de Landesliga
- 2016: Promotie naar de Bayernliga

Nord:
TSV Abtswind · 
DJK Ammerthal · 
ASV Cham · 
VfB Eichstätt ·
SC Eltersdorf ·
ATSV Erlangen · 
DJK Gebenbach · 
SpVgg Bayern Hof · 
FC Ingolstadt 04 II ·
TSV Karlburg · 
TSV Kornburg ·
FC Eintracht Münchberg ·
TSV Neudrossenfeld ·
ASV Neumarkt · 
SV Fortuna Regensburg ·
Jahn Regensburg II · 
SpVgg Weiden 2010 ·
Würzburger FV

Süd:
Türkspor Augsburg · 
TSV Dachau · 
FC Deisenhofen · 
SV Erlbach ·
TSV Grünwald ·
SV Heimstetten ·
FC Ismaning · 
SV Kirchanschöring · 
TSV Kottern · 
TSV 1882 Landsberg · 
FC Memmingen ·
TSV 1860 München II · 
TSV 1861 Nördlingen ·
FC Pipinsried ·
TSV 1896 Rain ·
SV Schalding-Heining ·
1. FC Sonthofen ·
SpVgg Unterhaching II